# 坂本功貴
坂本 功貴（さかもと こうき、1986年8月21日 - ）は、日本の元体操競技選手。北海道江別市出身。

## 人物
北海道江別市で生まれ、2歳で札幌市厚別区に移る。保育園時代に先生に勧められ、体操をはじめる。札幌市立上野幌中学校出身で卒業後は強豪、埼玉栄高等学校に入学。その後、順天堂大学に入学し数多くの成績を残している。
2008年北京オリンピック日本代表に選出。北海道出身では不参加となったモスクワ五輪女子の日向由佳（札幌市出身）以来2人目、男子では初の五輪体操選手となった。8月12日に行われた団体決勝では、4種目にエントリーし、日本の銀メダル獲得に貢献した。
個人総合でも、決勝に残っていたが、順天堂大学の先輩である冨田洋之選手に出場を譲った。同年、彩の国功労賞を受賞。
2011年11月3日、現役を引退。「2009年に傷めた左手首のけがが治らず、引退を決めました」とのこと。